# زي كارلوس (لاعب كرة قدم مواليد 1975)
جوزيه كارلوس سانتوس دا سيلفا (بالبرتغالية: José Carlos Santos da Silva‏) أو اختصاراً زي كارلوس هو لاعب كرة قدم برازيلي في مركز الهجوم، ولد في 19 مارس 1975 في باهيا في البرازيل. لعب مع أتلتيكو غويانيينسي وبوتافوغو ريغاتاس وبوهانغ ستيلرز وسبورتينغ براغا ونادي أبويل ونادي أولاريا أتلتيكو ونادي بوليفار ونادي جوفنتودي ونادي غواراني ونادي فلامنغو ونادي ماريتيمو.

## وصلات خارجية
- زي كارلوس (لاعب كرة قدم برازيلي) على موقع اتحاد تركيا (لاعب) (الإنجليزية)
- زي كارلوس (لاعب كرة قدم برازيلي) على موقع دوري كوريا الجنوبية (الإنجليزية)
- زي كارلوس (لاعب كرة قدم برازيلي) على موقع قاعدة بيانات كرة القدم.إي يو (الإنجليزية)
- زي كارلوس (لاعب كرة قدم برازيلي) على موقع Soccerway.com (الإنجليزية)